# Prandtlovo číslo

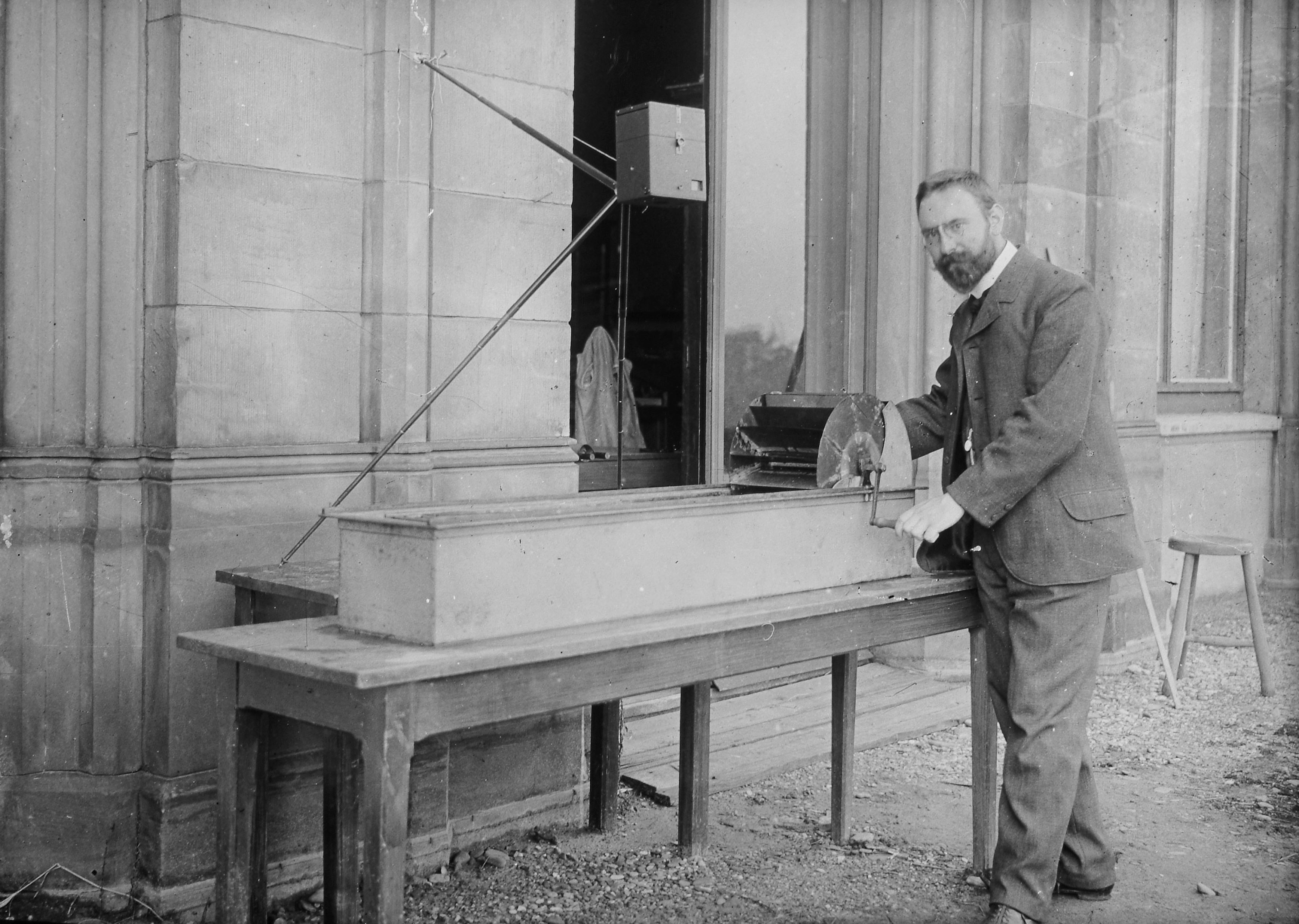
Ludwig Prandtl 1904 s experimentálním kanálem na proudění tekutin

Prandtlovo číslo je podobnostní číslo, které nese název po Německém fyzikovi Ludwigovi Prandtlovi a vyjadřuje míru podobnosti mezi rychlostním a teplotním polem, jinak řečeno, jaký přenos tepla (konvektivní nebo konduktivní) v tekutině převládá a je definováno vztahem:
{\displaystyle \mathrm {Pr} ={\frac {\nu }{a}}={\frac {\mu /\rho }{\lambda /c_{p}\rho }}={\frac {c_{p}\mu }{\lambda }}}
kde:
- {\displaystyle \nu } : kinematická viskozita, {\displaystyle \nu =\mu /\rho }, (m2/s)
- {\displaystyle a} : součinitel teplotní vodivosti, {\displaystyle a=\lambda /(\rho c_{p})}, (m2/s)
- {\displaystyle \mu } : dynamická viskozita, (Pa s = N s/m2)
- {\displaystyle \lambda } : tepelná vodivost, (W/m-K)
- {\displaystyle c_{p}} : měrná tepelná kapacita, (J/kg-K)
- {\displaystyle \rho } : hustota, (kg/m3).

Závisí tedy pouze na dané látce a „stavu“, ve kterém se nachází. Pro velké hodnoty Prandtlova čísla Pr >> 1 probíhá převážně konvektivní přenos tepla v kapalině a pro malé hodnoty Prandtlova čísla Pr << 1 probíhá převážně konduktivní přenos tepla v kapalině.
Příklady hodnot Prandtlova čísla pro některé látky
- plyny 0,7 – 1,0
- voda 1 – 10
- tekuté kovy 0,001 – 0,1
- oleje 50 – 2000